# Indická hymna
Hymna Indie je píseň Džana Gana Mana (v anglickém přepisu Jana Gana Mana, v přepisu bengálštiny[který?] zní název Jôno Gôno Mono, což znamená Jsi vládce myslí všeho lidu). Autorem hudby i textu je indický básník a příležitostný skladatel Rabíndranáth Thákur, nositel Nobelovy ceny za literaturu, který je také autorem bangladéšské hymny. Hymna je zpravidla zpívána v původním jazyce, tedy v bengálštině.
Původně šlo o hymnu Indického národního kongresu, jako taková byla zpívána v roce 1911. Za indickou národní hymnu byla prohlášena 24. ledna 1950. Plná verze hymny trvá 52 sekund, zkrácená verze, která se také někdy hraje, trvá asi dvacet sekund a skládá se jen z prvního verše a několika posledních.

## Text hymny
| „ | Originální text জন গণ মন অধিনায়ক জয় হে ভারত ভাগ্য বিধাতা পঞ্জাব সিন্ধু গুজরাট মরাঠা দ্রাবিড় উৎ‍‌কল বঙ্গ বিন্ধ্য হিমাচল যমুনা গঙ্গা উচ্ছল জলধি তরঙ্গ তব শুভ নামে জাগে তব শুভ আশিস মাগে গাহে তব জয়গাথা জন গণ মঙ্গল দায়ক জয় হে ভারত ভাগ্য বিধাতা জয় হে, জয় হে, জয় হে, জয় জয় জয়, জয় হে॥ | Transkripce Jôno gôno mono odhinaeoko jôeô he Bharoto bhaggo bidhata Pônjabo Shindhu Gujoraţo Môraţha Drabiŗo Utkôlo Bônggo Bindho Himachôlo Jomuna Gôngga Uchchhôlo jôlodhi toronggo Tôbo shubho name jage Tôbo shubho ashish mage Gahe tôbo jôeogatha Jôno gôno monggolo daeoko jôeô he Bharoto bhaggo bidhata Jôeo he, jôeo he, jôeo he, jôeo jôeo jôeo, jôeo he | Anglická transkripce Jana-gana-mana-adhinayaka jaya he Bharata-bhagya-vidhata Punjaba-Sindhu-Gujarata-Maratha Dravida-Utkala-Banga Vindhya-Himachala-Yamuna-Ganga uchchala-jaladhi-taranga Tava shubha name jage, tava shubha asisa mage, gahe tava jaya-gatha. Jana-gana-mangala-dayaka jaya he Bharata-bhagya-vidhata. Jaya he, Jaya he, Jaya he, jaya jaya jaya, jaya he. | “ |

| „ | Český překlad Vykonavateli osudu Indie, jsi vládce myslí všeho lidu, tvé jméno bouří v srdcích Paňdžábu, Sindhu, Gudžarátu a Maharáštry, země Drávidů, Urísy a Bengálska; zní jako ozvěna v horách Vindhja a Himálaje, mísí se s rapsódiemi v čistých vodách Jamuny a Gangy, skandují jen tvoje jméno, pějí jen chvalozpěvy na tvé vítězství, usilují jen o požehnání k úspěchu tvých činů, spása všeho lidu je v tvých rukou, ó, vykonavateli osudu Indie, vítězství, vítězství, vítězství tobě! | “ |

## Hymna v kinech
Od prosince 2016 mají kina povinnost (stanovil tak Nejvyšší soud) přehrát před promítnutím filmu státní hymnu, doprovázenou obrazem indické vlajky. Diváci mají povinnost při hymně povstat. V 60. a 70. letech 20. století se v indických kinech hymna hrála pravidelně, tento zvyk však postupně upadal, mnozí lidé při jejích tónech nevstávali nebo odcházeli. V roce 2003 stanovil povinnost hrát hymnu svazový stát Maháráštra, Nejvyšší soud ale nařízení, aby obecenstvo při hymně stálo, zrušil, protože to prý vytvářelo zmatek.